# Orda Khan
Orda Khan, o Orda Ichen Khan (1204 – 1280), fu un Khan dell'Impero Mongolo grande generale, condottiero e stratega militare; fu il fondatore dell'Orda Bianca.

## Biografia
Orda era figlio primogenito di Djuci Khan che a sua volta era il primogenito di Gengis Khan. Aveva prestato servizio militare come generale sotto i suoi grandi ascendenti e dopo la morte del padre prima e del nonno poi ereditò vasti territori ed armate ad est del Volga; partendo dal lago Balkash le sue forze costituirono il nascente Khanato dell'Orda Bianca contemporaneamente al fratello minore Batu Khan che ereditando i territori ad ovest del Volga costituiva il Khanato dell'Orda Blu in occasione delle scorrerie in Europa. L'invasione venne pianificata dal Gran Khan Ögödei nel 1235, a Batu venne dato il comando nominale della missione mentre i suoi fratelli lo coadiuvavano; Orda Khan conduceva quella che sarebbe divenuta l'Orda Bianca e sotto di lui servivano Baidar Khan e Kadan Khan; con ciò che sarebbe diventata l'Orda Blu erano Berke Khan (poi Khan dell'Orda dopo il breve regno del figlio di Batu), Sinkur Khan e Shibani Khan, che servivano sotto di lui. L'orda era coordinata dall'esperto generale Subedei Khan che già era passato in Russia negli anni '20 del 1200, battendo i principi russi sul fiume Kalka nel 1223. Le scorrerie partirono nel 1241 a Cracovia e in Lituania razziando dalle città sul Baltico alla Boemia. Lungo la sua discesa le conquiste si facevano sempre più ardue e ad un costo umano sempre più alto, specialmente alle porte dell'Ungheria ed in Moravia per l'opposizione di Bela IV e poi nei pressi di Székesfehérvár dove incontrando truppe mercenarie italiche ebbe la peggio. Ritirandosi dalla città si diresse a sud in Croazia dando la caccia al re Bela che si era rifugiato in una rocca segreta in Dalmazia. Compì i sacchi delle città Croate e Dalmate, da Zagabria a Scutari, subendo una sola sconfitta a Fiume. Giunti sulle coste dell'odierna Albania decisero di ritirarsi per la morte di Ögödei e l'imminente Kuriltai che di lì a pochi anni sarebbe stato indetto a Karakorum per l'eventuale successione di Batu al Gran Khanato. Ritornando percorsero le piste in Bulgaria, mettendo a ferro e fuoco tutte le città che incontravano, se possibile in modo ancor più feroce che all'andata.

## Genealogia
Orda era figlio di Djuci, il primogenito di Gengis Khan.
Ebbe vari figli da alcune mogli:
- con la moglie Djuka Khatun dei Kunkirrat ebbe Sartaktai, il suo primogenito
- con la moglie Tobakana dei Kunkirrat ebbe Kuli Khan, Kurumshi, Konkiran Khan, Chormakai, Kutukui
- con la moglie Mog Egaci ebbe Hulagu, poi morto giovane e senza eredi

Orda ebbe poi un'altra moglie, la figlia di Oga Khan dei Kunkirrat.
Il suo primogenito Sartaktai fu poi padre di Kuchu Khan, padre di Bayan Khan, padre di Sasi Buqa, padre di Ilbasan, padre di Mubarak Kwadja, padre di Chimtay i cui figli regnarono sull'Orda Bianca, Blu e sull'Orda d'Oro.